# Ga Daegu
Ga Daegu là ga trên Tuyến Gyeongbu và Daegu Metro tuyến 1 ở Chilseong-dong, quận Buk, Daegu, Hàn Quốc.

## Liên kết
- Ga Daegu - Korail Lưu trữ ngày 3 tháng 1 năm 2013 tại archive.today (tiếng Hàn)
- DTRO ga ảo[liên kết hỏng]
- Cyber station information Lưu trữ ngày 10 tháng 6 năm 2015 tại Wayback Machine từ từ Tổng công ty vận chuyển Busan (tiếng Hàn)